# Романово (Воронцовская волость)
Романово — деревня в Островском районе Псковской области. Входит в состав Воронцовской волости.
Расположена в 33 км к востоку от города Остров и в 2 км к югу от волостного центра, села Воронцово.
Численность населения деревни по состоянию на 2000 год составляет 16 жителей.